# The Usual Suspects
The Usual Suspects er en amerikansk film fra 1995 skrevet af Christopher McQuarrie (som fik en Oscar for bedste originale manuskript) og instrueret af Bryan Singer. 

## Medvirkende
- Gabriel Byrne – Dean Keaton
- Stephen Baldwin – Michael McManus
- Benicio Del Toro – Fred Fenster
- Kevin Pollak – Todd Hockney
- Kevin Spacey (Oscar for bedste mandlige birolle) – Roger 'Verbal' Kint
- Pete Postlethwaite – advokat Kobayashi
- Chazz Palminteri – toldagent Dave Kujan